# 16 décembre 1978
Le samedi 16 décembre 1978 est le 350e jour de l'année 1978.

## Naissances
- Gunter Van Handenhoven, joueur de football belge
- Han Yucheng, athlète chinois
- James Thompson, pratiquant anglais d'arts martiaux mixtes
- Jana Simerska, handballeuse tchèque
- John Morris, curleur canadien
- Roel Moors, joueur de basket-ball belge
- Ryūsuke Hamaguchi, réalisateur et scénariste japonais
- Samir Kerbouche, joueur de handball algérien
- Verónica Schneider, actrice et mannequin vénézuélien

## Décès
- Albert Husson (né le 3 août 1912), auteur dramatique français et directeur de théâtre
- Arnold Bersier (né le 7 novembre 1906), géologue et conservateur vaudois
- Blanche Calloway (née le 9 février 1902), chanteuse de jazz et chef d'orchestre
- Bruno Coceani (né le 17 décembre 1893), homme politique italien
- Ernst Maisel (né le 16 septembre 1896), officier de l'armée allemande (Wehrmacht) pendant la 2e Guerre mondiale
- Heinrich Matthes (né le 11 janvier 1902), commandant SS allemand
- Lelio Basso (né le 25 décembre 1903), personnalité politique italienne

## Événements
- établissement de relations diplomatiques entre la Chine et les États-Unis.